# Núria Muñoz i Aige
Núria Muñoz i Aige (Lleida, 24 de juny de 1970) és una filòloga de llengua anglesa i escriptora catalana.
Al llarg de la seva trajectòria literària ha explorat diversos gèneres, tant en llengua catalana com en castellana. Entre ells, la novel·la, la literatura juvenil, el relat breu, la poesia o el conte infantil. Va ser bloguera de diverses pàgines, entre elles un blog de cuina i un blog sobre viatges i curiositats històriques.
El novembre de 2022 va publicar la seva darrera obra, la novel·la de ficció històrica Puta y rojilla,amb l'Editorial Caligrama.

## Obra
- Boix, 1913 (2013), és la biografia de la seva àvia i la primera obra que va decidir-se a autoeditar. Es tracta d'una història de gent anònima durant la qual els anys de la Guerra Civil espanyola tenen un pes important, i que arriba fins a finals de la dècada dels 60. Cada capítol es correspon amb una de les localitats on va viure la protagonista.
- Històries de babaus, enamorats i altres espècimens (2013), recull de relats breus que giren al voltant de la ciutat de Lleida, i del qual hi ha una versió en castellà, amb explotació didàctica, adaptada per a estudiants d'aquesta llengua.
- En Bavetes al regne dels llimacs (2014), conte infantil sobre un caragol que viu al Port de la Bonaigua, que ella mateixa va il·lustrar.
- Crónica de un vacío (2013), novel·la de literatura juvenil que es pot encabir dins la categoria de thriller romàntic.
- La saga de la mandrágora (2013), novel·la de terror/ficció històrica, l'acció de la qual transcorre al Pirineu aragonès. El fil narratiu gira al voltant d'una nissaga de bruixes, i intercala capítols situats a l'actualitat i a l'Edat Mitjana.
- Puta y rojilla (2022), novel·la de ficció històrica[4][5] que narra les vivències del Nito, fill d'una prostituta del centre històric de la ciutat de Lleida, des del 1937 fins al 1975. L'acció transcorre entre la capital del Segrià, diverses localitats franceses com Prats-de-Mollo o Espelette, i el municipi navarrès d'Urzainki, en una història coral on es barregen històries pendents, supervivència, feministes sense saber-ho, vencedors i vençuts, prostitutes i també lesbianes d'amors censurats en temps impossibles.

## Altres publicacions
- Històries vives del Segrià (2022), publicació conjunta[6] editada pel Consell Comarcal del Segrià
- “1947” i altres contes (2022), publicació conjunta[7] editada per l'Ajuntament de Les Masies de Roda.
- Els fills dels altres i altres narracions (2023), publicació conjunta del XXV Concurs de Narrativa Literària Mercè Rodoreda[8]

## Premis literaris
- 1r Premi Certamen literari EscritA Espot 2022[9][10]
- 1r Premi Miquel Arimany 2022 de narrativa[11][12]
- 1r Premi de poesia Sant Jordi d'Agramunt[13]
- 1r Premi de relat breu Vila d'Almenar 2022
- 1r Premi de narrativa Pere Calders (ex aequo) als XXXIV Premis literaris ajuntament de Gurb 2022[14]
- Primera finalista Certamen “Pratdip llegendari” 2022[15][16]
- Finalista 25º Concurs de Narrativa literària Mercè Rodoreda[17]
- Accèssit al III Concurs literari ANESCO Estiba portuaria[18][19]